# Apple Music
Apple Music је услуга за стримовање музике и видеа коју је развио Apple Inc. Корисници бирају музику за стримовање на свој уређај на захтев или могу да слушају постојеће плејлисте. Услугу такође чине интернет радио-станице Apple Music 1, Apple Music Hits и Apple Music Country, које емитују уживо у преко 200 земаља 24 сата дневно. Услуга је најављена 8. јуна 2015. и покренута 30. јуна 2015. године. Нови претплатници добијају шестомесечни бесплатни пробни период пре него што услуга захтева месечну претплату.
Првобитно стриктно музичка услуга, Apple Music је почео да се шири на видео 2016. године. Извршни директор Џими Ајовин је изјавио да је намера да услуга постане „културна платформа”, а Apple наводно жели да услуга буде „све на једном месту за поп културу”. Предузеће активно улаже у производњу и куповину видео-садржаја, како у смислу музичких спотова и концерата који подржавају музичка издања, тако и веб-серија и играних филмова.
Оригинално и iOS издање Apple Music-а добило је помешане критике, са критикама усмереним на кориснички интерфејс који се сматра „неинтуитивним”. Међутим, похваљен је због своје листе за репродукцију, огромне библиотеке песама за стримовање и интеграције са другим Apple-овим уређајима и услугама. У iOS 10-у, апликација је добила значајан редизајн, који је добио позитивне критике за ажурирани интерфејс са мање нереда, побољшаном навигацијом и већим нагласком на библиотекама корисника. Apple Music је брзо стекао популарност након покретања, прешавши прекретницу од 10 милиона претплатника за само шест месеци. Услуга има 72 милиона претплатника широм света од јуна 2020. године.